# Sebastiano Nicotra
Sebastiano Nicotra (Sant'Alfio, 31 agosto 1855 – Sant'Alfio, 21 maggio 1929) è stato un arcivescovo cattolico italiano.

## Biografia
Nacque a Sant'Alfio, all'epoca frazione di Giarre, in provincia di Catania, il 31 agosto 1855 da Salvatore e Venera Rao. Allievo all'Almo collegio Capranica di Roma, dove fu compagno di studi di Giacomo della Chiesa, futuro papa Benedetto XV, si laureò in diritto canonico.
Ordinato sacerdote il 21 dicembre 1878, Nicotra fu prosegretario dal 1880 al 1885 del monsignor Gerlando Maria Genuardi, primo vescovo di Acireale, nonché professore di diritto canonico al seminario. Fu tra i maggiori esponenti del movimento cattolico locale assieme al monsignor Giuseppe Alessi e il sacerdote Alfio Tropea, che dal 1885 diedero alle pubblicazioni il periodico La Palestra Cattolica, organo ufficiale della Diocesi di Acireale.
Avviatosi alla carriera diplomatica, nel 1889 fu nominato segretario della nunziatura apostolica di Bruxelles, di cui era titolare il cardinale Giuseppe Francica-Nava de Bondifè. Nel 1900 fu promosso uditore di nunziatura a Monaco di Baviera. L'anno seguente passò a Vienna in qualità di consigliere. Il 18 dicembre 1916 fu eletto arcivescovo titolare di Eraclea di Europa. Tra il 1916 e il 1928, fu nunzio apostolico in Cile, Belgio e Portogallo, ed internunzio apostolico nei Paesi Bassi e Lussemburgo.
Come nunzio in Belgio fu anche (1919-1921) amministratore apostolico di Eupen-Malmedy (territorio tedesco dell'arcidiocesi di Colonia occupato dal Belgio dopo la fine della prima guerra mondiale) finché non fu eretta la piccola diocesi di Eupen e Malmedy, unita e poi annessa alla diocesi di Liegi.
Ritiratosi al proprio paese natale, vi morì nel 1929.
È il prozio paterno di Benedetto Vincenzo Nicotra.

## Opere
Il monsignor Sebastiano Nicotra fu autore del volume dal titolo Socialismo, pubblicato nel 1889, una raccolta di articoli scritti dal medesimo che avevano come argomento l'ideologia socialista.

## Genealogia episcopale e successione apostolica
La genealogia episcopale è:
- Cardinale Scipione Rebiba
- Cardinale Giulio Antonio Santori
- Cardinale Girolamo Bernerio, O.P.
- Arcivescovo Galeazzo Sanvitale
- Cardinale Ludovico Ludovisi
- Cardinale Luigi Caetani
- Cardinale Ulderico Carpegna
- Cardinale Paluzzo Paluzzi Altieri degli Albertoni
- Papa Benedetto XIII
- Papa Benedetto XIV
- Papa Clemente XIII
- Cardinale Marcantonio Colonna
- Cardinale Giacinto Sigismondo Gerdil, B.
- Cardinale Giulio Maria della Somaglia
- Cardinale Carlo Odescalchi, S.I.
- Cardinale Costantino Patrizi Naro
- Cardinale Lucido Maria Parocchi
- Papa Pio X
- Papa Benedetto XV
- Arcivescovo Sebastiano Nicotra

La successione apostolica è:
- Vescovo Abraham Aguilera Bravo, S.D.B. (1917)
- Vescovo Antonio José Luis Castro Alvarez, SS.CC. (1918)
- Vescovo Gilberto Fuenzalida Guzmán (1918)
- Vescovo Carlos Silva Cotapos (1918)
- Vescovo Pierre Nommesch (1920)